# أندريه بيليتييه (سياسي كندي)
أندريه بيليتييه هو سياسي كندي، ولد في 28 أبريل 1898 في Saint-Louis-du-Ha! Ha! ‏ في كندا، وتوفي في 28 أغسطس 1952 في ريفيار دو لو في كندا. نشط حزبياً في الاتحاد الوطني. وقد انتخب عضو الجمعية الوطنية في كيبك ‏.